# 基茨斯泰因峰

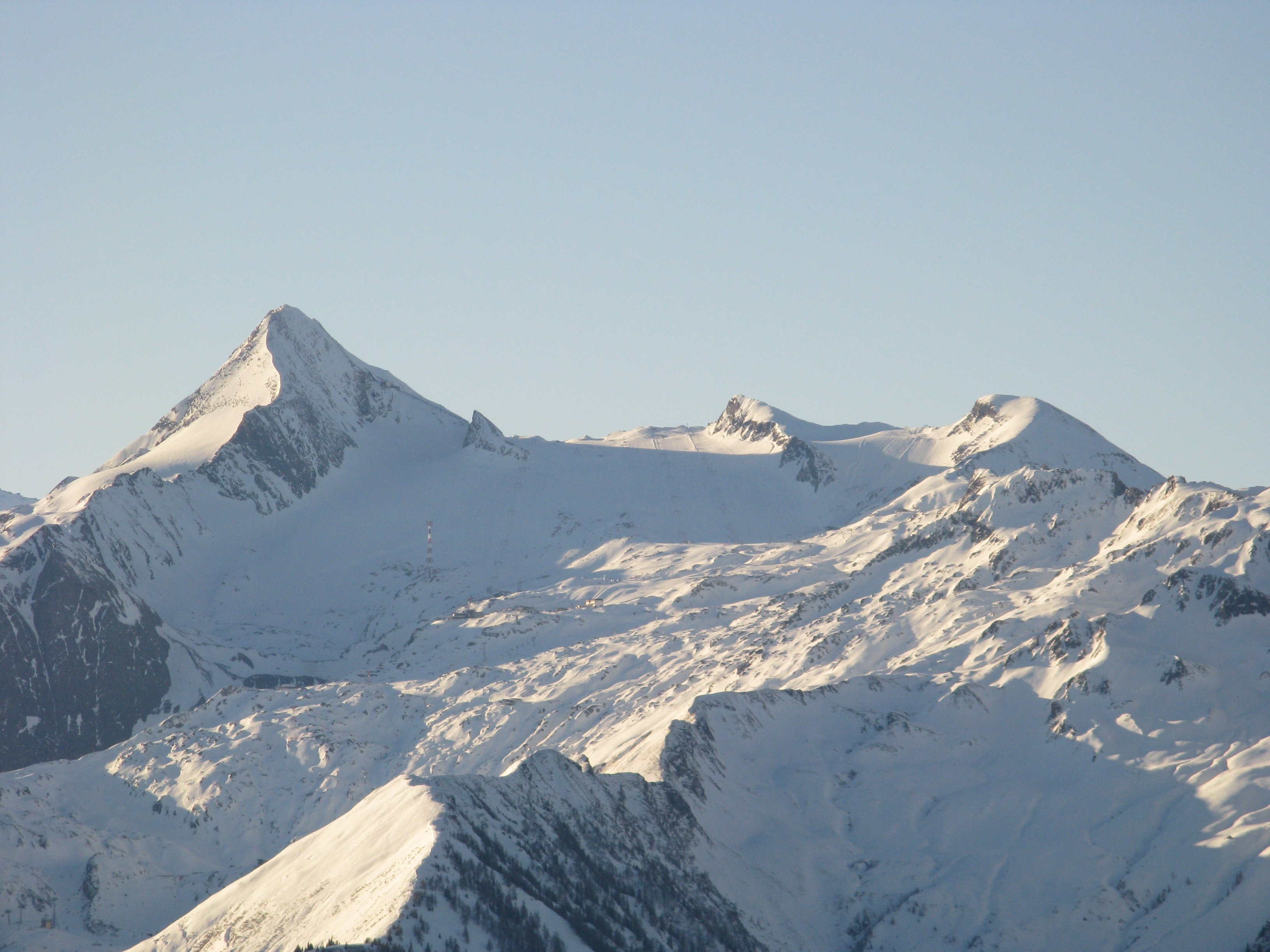

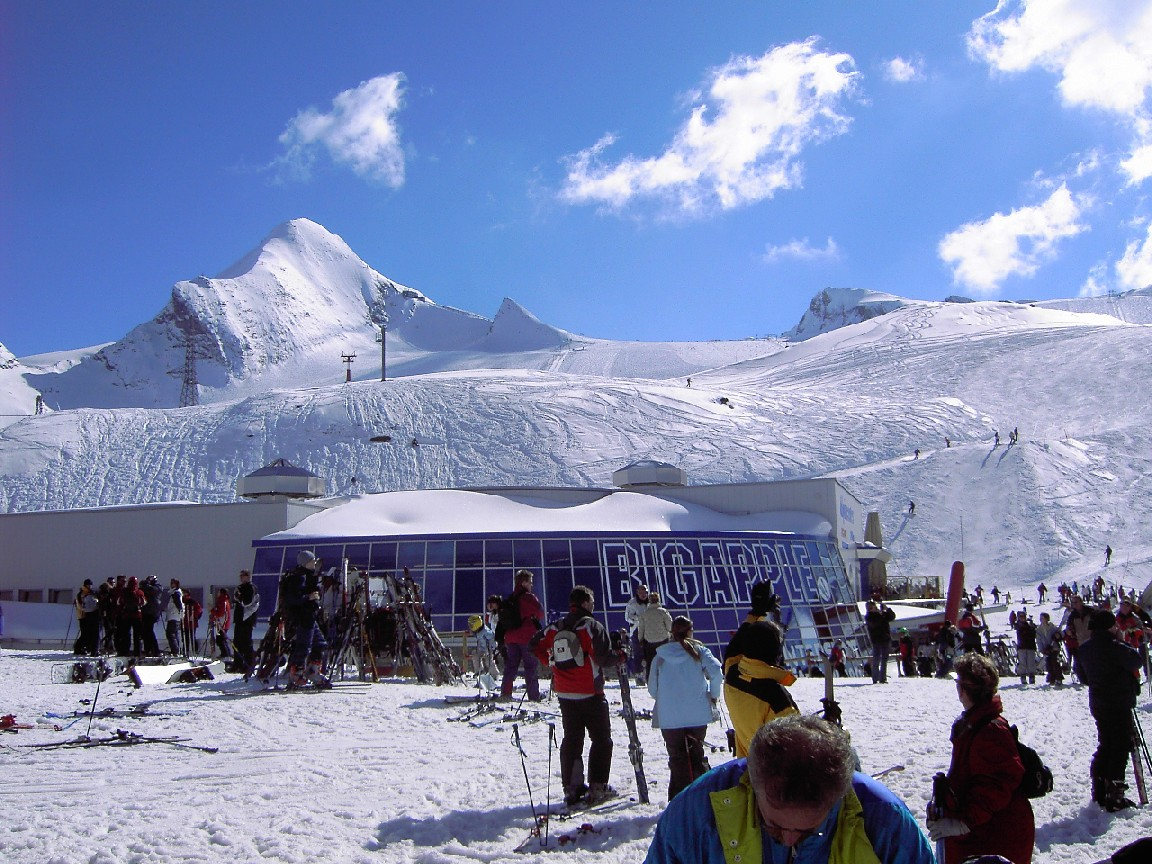
滑雪道

47°11′17″N 12°41′15″E / 47.18806°N 12.68750°E
基茨施泰因峰（德語：Kitzsteinhorn），是奧地利的山峰，位於該國中部，由薩爾茨堡州負責管轄，屬於格洛克納山脈的一部分，海拔高度3,203米，人類在1828年首次登上該山峰。